# Mullet Peninsula SPA
Mullet Peninsula SPA este o arie protejată (arie de protecție specială avifaunistică — SPA) din Irlanda întinsă pe o suprafață de 325,55 ha, integral pe uscat.

## Localizare
Centrul sitului Mullet Peninsula SPA este situat la coordonatele 54°12′28″N 10°01′40″W / 54.207826°N 10.027783°V.

## Înființare
Situl Mullet Peninsula SPA a fost declarat arie de protecție specială avifaunistică în iulie 2011 pentru a proteja 1 specie de animale.

## Biodiversitate
Situată în ecoregiunea atlantică, aria protejată nu include niciun habitat protejat.
La baza desemnării sitului se află o specie protejată de  păsări: cristeiul de câmp (Crex crex).